# Заведующий лабораторией
Заведующий лабораторией — руководитель научно-исследовательской лаборатории или учебно-научной лаборатории в научно-исследовательском институте или высшем учебном заведении, как правило, доктор наук или кандидат наук и имеющий опубликованные (изданные) научные труды, а также опыт научной и организаторской работы не менее 5 лет.
Обычно заведующие лабораториями являются также членами учёного (научно-технического) совета учреждения.
Под его руководством обычно работают ведущие, старшие и младшие научные сотрудники и другие сотрудники лаборатории (лаборанты, инженеры и др.), организуется работа кабинетов лаборатории.
Заведующий лабораторией обычно несёт персональную ответственность за организацию учебной, методической, научной и иных работ лаборатории.